# 木皮藏族乡
木皮藏族乡（藏語：མུ་ཕིས་བོད་རིགས་ཞང་།，威利转写：mu phis bod rigs zhang，康方言拼音方案：Mupi Bögrig Hong），是中华人民共和国四川省绵阳市平武县下辖的一个乡镇级行政单位。

## 行政区划
木皮藏族乡下辖以下地区：
关坝村、金丰村和小河村。